# Acipenser sturio
Атлантска јесетра (лат. Acipenser sturio) зракоперка је из реда Acipenseriformes.

## Изглед
Јесетре деле сличну телесну грађу са осталим штитоношама, имају карактеристичну шпицасту главу са устма усмереним надоле и мноштвом чулних органа на њушци. Тело им је претежно голо, изузев дела дуж бочне линије, дуж леђа и трбуха где се налазе коштане плоче по којима је подкласа добила име Штитоноше. Ове рибе нарасту до дужине од 1-2 м у просеку, некад и преко 3 м, и могу да теже преко 100 кг.

## Понашање
Живе на морском и речном дну хранећи се претежно бескичмењацима. Јесетре се рађају у рекама, одакле се кад се излегу селе у море где проводе живот до полне зрелости када се враћају у реке у којима су и саме рођене да би положиле јаја.

## Угроженост
Главни разлог угрожености ових риба су губитак станишта, услед изградње брана на рекама, и лов ради сакупљања икре од које се прави Кавијар.
Ова врста је крајње угрожена и у великој опасности од изумирања.

## Распрострањење
Ареал врсте Acipenser sturio обухвата већи број држава. 
Врста има станиште у Турској, Уједињеном Краљевству, Француској, Албанији и Грузији.
Врста је можда изумрла у Русији, Шведској, Норвешкој, Пољској, Немачкој, Шпанији, Италији, Грчкој, Мађарској, Румунији, Украјини, Финској, Алжиру, Мароку, Исланду, Ирској, Португалу, Бугарској, Холандији, Црној Гори, Литванији, Летонији, Естонији, Хрватској и Белгији.
Врста је изумрла у Данској и Чешкој.